# 赫氏副三棘魨
赫氏副三棘魨，為輻鰭魚綱魨形目擬三刺魨亞目擬三棘魨科的其中一種，為熱帶海水魚，印度太平洋海域，棲息深度183-194公尺，體長可達8公分，棲息在底層水域，生活習性不明。